# Hesperantha rivulicola
Hesperantha rivulicola är en irisväxtart som beskrevs av Peter Goldblatt. Hesperantha rivulicola ingår i släktet Hesperantha och familjen irisväxter. Inga underarter finns listade i Catalogue of Life.